# Ermengol VIII d'Urgell
Ermengol VIII d'Urgell, dit el de Sant Hilari, (1158 - Sant Hilari Sacalm, 1209) fou comte d'Urgell (1184-1209).

## Família
Fill del comte d'Urgell Ermengol VII d'Urgell i la seva muller, Dolça de Foix.
El 1178 es casà amb Elvira de Lara dita també Elvira de Subirats amb la qual va tenir una única filla, anomenada Aurembiaix d'Urgell (1196-1231). En els primers temps d'aquest matrimoni, Ermengol i la seva esposa van tenir algunes desavinences. Al mes d'agost de l'any 1203 es van reconciliar.

## Vida política
Ermengol VIII començà regnar tot seguit de la tràgica mort del seu pare. Va tenir multitud de qüestions i conflictes, primer amb el comte rei, i després amb el vescomte Ponç III de Cabrera i amb el comte de Foix. Durant el seu regnat s'inicià el declivi de la casa d'Urgell, amb els freqüents enfrontaments amb els vescomtes d'Àger.
Al principi del seu regnat, Alfons I ajudà Ponç de Cabrera contra el comte d'Urgell. El comte rei aconseguí alliberar Ponç, qui estava pres a Castella.
A l'any 1191, l'aspecte de la lluita canvià. Ermengol i Alfons I es reconciliaren, i Ponç de Cabrera caigué en desgràcia del comte rei. Pel mes d'agost del 1191 hi hagué una concòrdia, a Lleida, entre Alfons I i Ermengol VIII, per a la partició dels castells del vescomte Ponç.
A l'any 1197 començà la guerra entre el comte Ermengol VIII d'Urgell i el de Foix, Ramon Roger I de Foix, en la qual intervingueren diversos nobles. Entre els que es declararen contra el comte d'Urgell hi havia Ramon de Cervera.
El comte de Foix, ajudat pels albigesos, va devastar el comtat d'Urgell, cap a l'any 1198. La vila de la Seu i la catedral van ésser saquejades. L'analista Pere de Vaux-Cernay conta que els canonges urgel·litans van ésser assetjats per fam i van haver d'obrir les portes als assetjadors, els quals només deixaren els murs.
Pere el Catòlic, que segons antics pactes havia d'ajudar el comte d'Urgell contra el comte de Foix, va excusar-se'n (any 1200).
En una junta de barons i prelats celebrada als 6 de juny de 1199, a Barcelona, Pere I pactà un conveni amb el vescomte Guerau IV de Cabrera, pel qual aquell es declarà home fidel i lleial al rei.
Als 19 de juny del 1202, hi hagué una batalla al camp d'Agramunt, entre Ramon de Cervera, qui duia una host de quatre mil peons i alguns cavalls, i els veïns de la vila, que sumaven vuit-cents peons. Ramon fou derrotat. Hom creu que la seva derrota va ésser deguda a la defecció d'una part dels seus parents i contributs.
El 26 de febrer del 1203, el comte d'Urgell aconseguí una nova victòria, i caigueren presoners el comte de Foix, el vescomte Arnau de Castellbò i altres barons catalans.
Al mes d'agost de 1203, a Lleida, Pere I signà un conveni amb el comte d'Urgell, sobre la qüestió que hi havia amb el comte de Foix i el vescomte de Castellbò, per al lliurament d'aquests dos personatges.
Pel mes de setembre del dit any es va fer la pau.
Tanmateix, en els anys 1204 i 1205 hi hagué noves desavinences entre el comte d'Urgell i el de Foix. El 1206 s'arribà a un acord.
A principis del mes de febrer del 1206, Pere el catòlic va subscriure un conveni amb Pere Ferrandis, sogre de Guerau de Cabrera, sobre la qüestió del comtat d'Urgell. El comte-rei va prometre a aquell d'ajudar-lo a adquirir el comtat. Pere I devia a Pere Ferrandis quantitats importants.
El 1206 s'obrí un període de torbament de l'ordre per les ambicions de Guerau IV de Cabrera, aspirant a la successió del comtat enfront dels drets de la pubilla, Aurembiaix.
Entre 1203 i 1208 feu entrega al Monestir de Santa Maria de Bellpuig de les Avellanes de la Sandàlia de la Verge.
El 8 de maig del 1208, Pere I signà, a precs del comte d'Urgell, una prometença a favor de la muller d'aquest, Elvira de Subirats, d'ajudar-la contra els seus enemics i assegurar-li la possessió dels béns que havia rebut del comte en concepte d'esponsalici.
Ermengol VIII va morir en la tardor de l'any 1209. Amb ell va acabar-se la línia masculina dels comtes d'Urgell, descendents de Guifre I.
El comte havia fet hereva del comtat, en defecte de fills mascles, a la seva filla única, Aurembiaix.
La seva vídua restà posseïdora, per vida, del comtat d'Urgell.